# 7559 Kirstinemeyer
7559 Kirstinemeyer eller 1985 VF är en asteroid i huvudbältet som upptäcktes den 14 november 1985 av den danska astronomen Poul Jensen vid Brorfelde-observatoriet. Den är uppkallad efter den danska fysikern Kirstine Meyer.
Asteroiden har en diameter på ungefär 7 kilometer.